# Зірочник довголистий
Зірочник довголистий (Stellaria longifolia) — вид рослин з родини гвоздичних (Caryophyllaceae), поширений у Європі, помірних областях Азії й Північної Америки.

## Опис
Багаторічна трав'яниста рослина 10–20 см заввишки. Чашолистки 2.5–3 мм довжиною, пелюстки рівні по довжині чашолисткам. Коробочки значно довші за чашечку, довгасто-яйцеподібні, до кінця плодоношення буро-чорні. Росте групами з подовжених кореневищ. Стебла прямостійні або розкидані, розгалужені, квадратні, 10–35 см завдовжки. Листки сидячі, від зелене до жовтувато-зеленого кольору, від лінійних до дуже вузько-еліптичних, найширших у середині чи поблизу, 0.8–4 см × 1–3 мм, верхівки від загострених до гострих; проксимальні листки коротші й ширші. Суцвіття кінцеві, широко розгалужені, від дво- до багато-квіткових. Приквітки ланцетні, 1–5 мм, верхівки загострені. Квіти: чашолистків 5, пелюстків 5, тичинок 5–10. Коробочки 3–6 мм, 6-клапанні. Насіння коричневе, 0.7–0.8 мм у діаметрі, трохи зморшкувате. 2n = 26.

## Поширення
Вид поширений у Європі крім західної, помірній Азії, Північній Америці — Канада, США, Сен-П'єр і Мікелон.
В Україні вид зростає на вологих місцях в лісі — в Карпатах, рідко.